# 9485 Uluru
9485 Uluru هو كويكب، يقع ضمن حزام الكويكبات. اكتشف في 24 سبتمبر 1960. وقد اكتشفه إنغريد فان هوتين-جرونفيلد.، و، ووقد اكتشفه توم جيرليز.

## روابط خارجية
- 9485 Uluru في قاعدة بيانات مختبر الدفع النفاث لأجرام النظام الشمسي الصغيرة

- الاكتشاف · مخطط المدار ·  العناصر المدارية · المعلمات المادية

- 9485 Uluru على موقع ويكي سكاي: DSS2, SDSS, GALEX, IRAS, Hydrogen α, X-Ray, Astrophoto, Sky Map, Articles and images